# Nia Dennis
Nia Dennis (Columbus, 23 febbraio 1999) è una ginnasta statunitense.
Si allena alla Legacy Elite Gymnastics in Illinois, allenata dal cinese Wu Jiani campione olimpico nel 1984 e da Li Yuejo. Prima del 2015, si è allenata invece alla Buckeye Gymnastics in New Albany, Ohio. Il suo attrezzo di punta è il volteggio.

## Carriera sportiva

### Gli esordi
Nel 2011 la Dennis entra nel livello "élite". Fa il suo debutto internazionale al Rushmoor Invitational a Farnborough, in Inghilterra, dove vince su tutti e quattro gli attrezzi. 
Nel 2012 la Dennis torna al livello 10 e si qualifica per la Nastia Liukin Cup, dove si classifica quinta nel concorso individuale. Torna poi al livello "élite" e compete ai Campionati nazionali juniores. 

### 2013: la convocazione in nazionale
Nel mese di giugno durante il "training camp", la Dennis viene aggiunta alla squadra nazionale junior. 
Nel mese di Luglio, compete agli US Classic, vincendo l'oro al volteggio e l'argento al corpo libero; si classifica inoltre quinta nel concorso generale. Ai Nazionali, vince l'argento al volteggio e si classifica quarta nel concorso individuale e al corpo libero e sesta alla trave. 
Nel mese di Novembre la Dennis viene annunciata come partecipante all'Abierto Mexicano, ma si ritira una settimana prima della competizione. 

### 2014: Trofeo Città di Jesolo; Pacific Rim Championships; U.S. Classic; Campionati nazionali

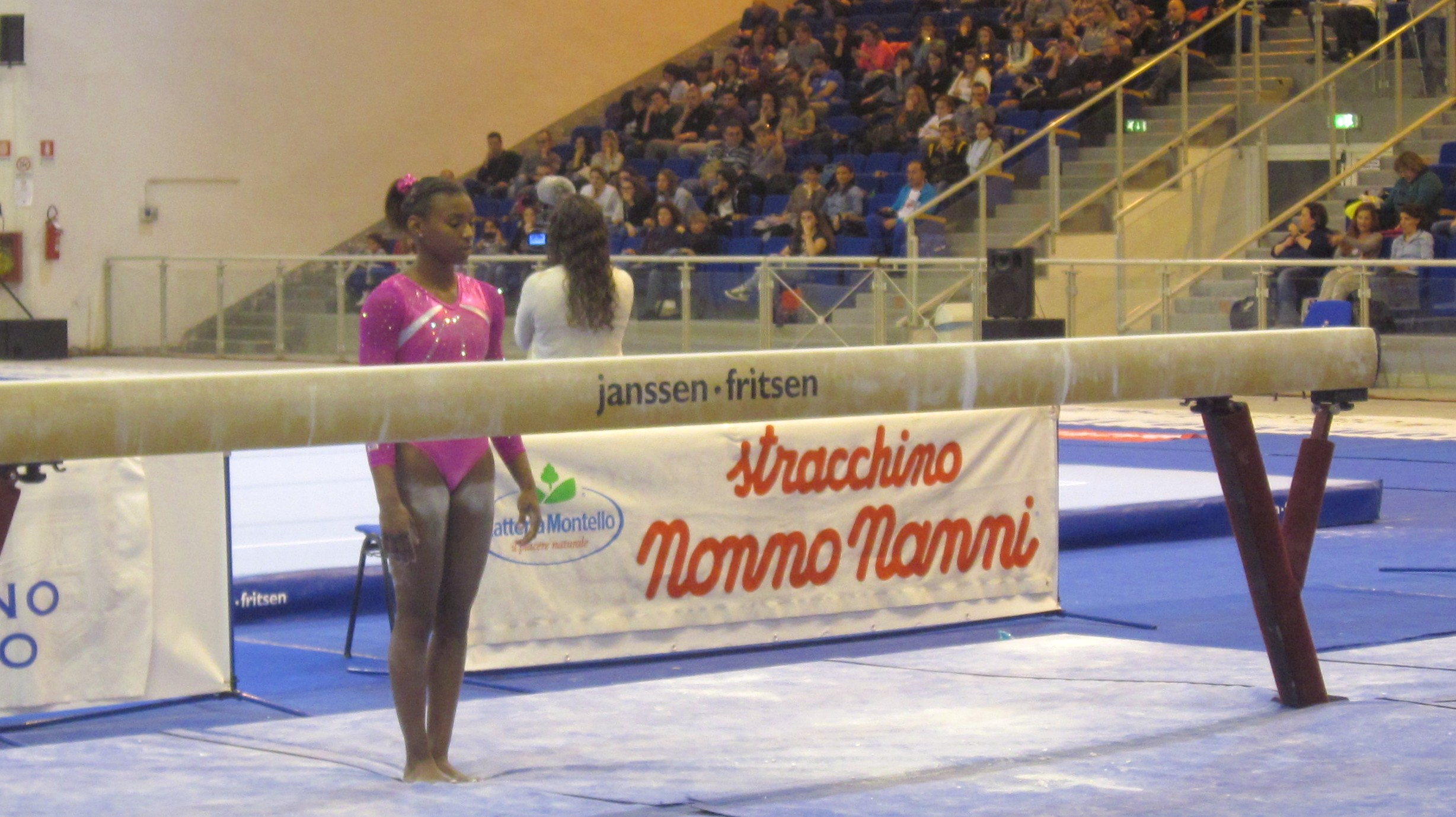
Nia Dennis al VII Trofeo Città di Jesolo.

A Marzo viene convocata a far parte della squadra americana junior per il Trofeo Città di Jesolo, che segna il suo debutto internazionale. Contribuisce alla medaglia d'oro della squadra, e vince l'argento dietro Bailie Key nel concorso individuale e alle parallele. Dopo Jesolo, viene scelta per la squadra americana per i Pacific Rim Championships, dove vince l'oro a squadre, l'argento individuale e al volteggio, e si classifica sesta al corpo libero. 
La Dennis compete agli U.S. Classic 2014 in Agosto. A causa del gran numero di atlete junior in gara, la Dennis è una delle poche junior a competere nella divisione senior, ma il suo punteggio viene comunque conteggiato con le junior. Vince l'oro alle parallele asimmetriche e la medaglia d'argento nel concorso individuale, al volteggio e alla trave.
Nel mese di Agosto la Dennis diventa campionessa nazionale juniores al volteggio e al corpo libero. Vince anche la medaglia di bronzo alle parallele e d'argento nel concorso individuale. Si conferma così come membro della nazionale statunitense juniores 2014 insieme ad Alexis Vasquez, Jordan Chiles, Norah Flatley, Bailie Key, Jazmyn Foberg e Emily Gaskins.

### 2015: Carriera senior
La Dennis salta gli appuntamenti al Trofeo Città di Jesolo e ai Giochi Panamericani. Nel mese di Luglio lascia la Buckeye Gymnastics per allenarsi alla Legacy Elite Gimnastics in Illinois.
Agli U.S. Classic compete al volteggio, alle parallele e alla trave, classificandosi sesta alle parallele e settima alla trave. In Agosto compete ai Campionati nazionali. Gareggia bene entrambi i giorni, classificandosi quarta alla trave e nona nel concorso individuale, raggiungendo così il suo obiettivo di essere ammesse a far parte della squadra nazionale.